# Фролова, Тамара Ивановна
Тамара Ивановна Фролова (род. 2 ноября 1959, Варварино, Тамбовская область) — врач высшей квалификационной категории, заслуженный работник здравоохранения РФ, российский политик, депутат Государственной Думы VII созыва. Член Комитета ГД по охране здоровья. Член фракции «Единая Россия».
Из-за вторжения России на Украину, находится под международными санкциями Евросоюза, США, Великобритании и ряда других стран

## Биография
Родилась 2 ноября 1959 года в селе Варварино Мучкапского района Тамбовской области. Отец, Фролов Иван Владимирович, работал бригадиром комплексной бригады колхоза «Победа», мама Фролова Анна Устиновна председателем исполкома Шапкинского сельского совета Мучкапского района.
В 1983 году окончила Волгоградский государственный медицинский институт (ныне — Волгоградский государственный медицинский университет) по специальности «детский хирург», в 2003 году — Поволжскую академию государственной службы им. П. А. Столыпина (ныне — Поволжский институт управления им. П. А. Столыпина — филиал Российской академии народного хозяйства и государственной службы при президенте РФ) по специальности «менеджмент организации».
Кандидат медицинских наук. В 2004 году в Ивановской государственной медицинской академии защитила диссертацию на тему «Социально-гигиенические и медико-организационные факторы, определяющие доступность медицинской помощи, и пути их коррекции».
С 1983 года работала в качестве врача-интерна в областной детской больнице города Тамбова.
В 1984—1985 годах — врач-хирург, в 1985—1987 годах — врач-травматолог-ортопед, в 1987—1988 годах — районный педиатр в детских поликлиниках Тамбова.
В 1988—1993 годах — инспектор-врач отдела здравоохранения мэрии Тамбова.
В 1993—2000 годах — главный врач детской поликлиники им. Валерия Коваля (Тамбов).
С 2000 по 2015 г. являлась директором территориального фонда обязательного медицинского страхования Тамбовской области.
Была депутатом Тамбовской городской Думы пятого созыва.
С 2010 г. — член Всероссийской политической партии «Единая Россия». Была руководителем региональной общественной приемной председателя партии «Единая Россия» Дмитрия Медведева (Тамбовская область), членом Тамбовского регионального штаба Общероссийского народного фронта.
В 2011—2015 годах — депутат Тамбовской областной думы V созыва. 13 марта 2011 года избрана депутатом от «Единой России» (выдвигалась под первым номером в общеобластной части списка кандидатов), стала первым заместителем председателя Тамбовской областной думы Александра Никитина. Осуществляющим свою деятельность без отрыва от основной работы.
С октября 2015 года по сентябрь 2016 года — заместитель главы администрации Тамбовской области Александра Никитина. Курировала вопросы здравоохранения, социальной поддержки и социального обслуживания населения, защиты прав детей и семьи, государственной регистрации актов гражданского состояния.
18 сентября 2016 года избрана депутатом Государственной думы РФ VII созыва в составе списка кандидатов от «Единой России» (шестой номер в региональной группе № 15, Волгоградская, Пензенская, Саратовская и Тамбовская области). Вошла в состав партийной фракции.

## Законотворческая деятельность
С 2016 по 2019 год, в течение исполнения полномочий депутата Государственной Думы VII созыва, выступила соавтором 77 законодательных инициатив и поправок к проектам федеральных законов.

## Санкции
23 февраля 2022 года, на фоне вторжения России на Украину, включена в санкционный список Евросоюза, так как «поддерживала и проводила действия и политику, которые подрывают территориальную целостность, суверенитет и независимость Украины, которые еще больше дестабилизируют Украину».
24 февраля 2022 года включена в санкционный список Канады «близких соратников режима» за голосование о признании независимости «так называемых республик в Донецке и Луганске».
24 марта 2022 года, на фоне вторжения России на Украину, включена в санкционный список США за «соучастие в войне Путина» и «поддержку усилий Кремля по вторжению в Украину», Госдеп США заявил что депутаты Госдумы используют свои полномочия для преследования инакомыслящих и политических оппонентов, нарушают свободу информации, ограничивают права человека и основные свободы граждан России.
Позднее, по аналогичным основаниям, включена в санкционные списки Великобритании, Швейцарии, Австралии, Украины, Японии и Новой Зеландии.

## Награды
Присуждено почетное звание «Заслуженный работник здравоохранения РФ». Награждена нагрудными знаками — «Отличнику здравоохранения», «За трудовые достижения», «За заслуги перед Тамбовской областью», «10 лет обязательного медицинского страхования», нагрудным знаком к Почетной грамоте Совета Федерации Федерального Собрания Российской Федерации, памятным знаком «20 лет обязательному медицинскому страхованию в Российской Федерации», юбилейной медалью «75 лет Тамбовской области», медалью «Совет Федерации. 20 лет». Имеет благодарственное письмо Президента РФ и почетные грамоты — Совета Федерации Федерального Собрания Российской Федерации, Фракции Единая Россия Государственной Думы Федерального Собрания Российской Федерации, Министерства здравоохранения Российской Федерации, Федерального фонда обязательного медицинского страхования, администрации области, Тамбовской областной Думы